# عشق و یک دروغ
عشق و یک دروغ نام یک کتاب ادبی است که توسط مارگارت وست (زاده ۱۹۲۱)، نویسندهٔ اهل ایالات متحده آمریکا نوشته شده‌است.

## خلاصه داستان
سیسیلی (Sicily Watson) و کتی دو دختر از طبقه متوسط و فروشنده، با پس‌انداز حقوق خود برای تعطیلات به یک هتل گران‌قیمت ساحلی می‌روند. راجر بوکانانِ (Roger Buchanan) ثروتمند نیز برای درمان ذات الریه به همراه برادر و زن برادرش به این هتل آمده‌اند. راجر با شنیدن نظرات غیرمحترمانه سیسیلی در مورد خودش و زن برادرش نظرش نسبت به این دختر جوان جلب می‌شود. این آغاز آشنایی و به وجود آمدن عشقی عمیق بین این دو می‌شود، عشقی که با برملا شدن یک دروغ به نفرت سیسیلی تبدیل می‌شود و این دو از هم جدا می‌شوند. غافل از ینکه سرنوشت دوباره آنها را سر راه هم قرار خواهد داد اما این بار با وضعیتی متفاوت …